# Hallenradsport-Weltmeisterschaften 2007
Die Hallenradsport-Weltmeisterschaften 2007 fanden vom 9. bis 11. November 2007 in Winterthur in der Schweiz statt. Die bereits zweiten Hallenradsport-WM in Winterthur nach der ersten WM von 1997 fanden wiederum in den Eulachhallen statt. Es wurden Wettkämpfe im Radball und Kunstradfahren ausgetragen. Die Weltmeisterschaften waren ein voller Erfolg für die deutschen Athleten, die alle Goldmedaillen abräumten.
Insgesamt nahmen 144 Athleten und Athletinnen aus 21 Nationen teil. Die teilnehmenden Nationen kamen alle aus dem europäischen oder asiatischen Raum, mit Ausnahme eines Teams von Tschechinnen, die für Tschad starteten.

## Organisation
Die Initiative für die nochmalige Durchführung einer WM kam von Marianne Kern, Mitglied des RMV Pfungen und im Vorstand von Swiss Cycling für Hallenradsport zuständig. Die Führung über das Projekt übernahm Daniel Frei, Sportmanager und heutiger Präsident des Dachverbands Winterthur Sport. Die Kandidatur des OK für Winterthur erhielt schliesslich im Januar 2005 von der UCI den Zuschlag – nachdem sich die Mitbewerber beim Bekanntwerden der Winterthurer Kandidatur bereits zurückgezogen hatten. Im Vergleich zur WM 1997, die auch in Winterthur stattfanden und als Musteranlass galten, hatte man nun eine zweite Eulachhalle zur Verfügung, was optimale Voraussetzungen für die Durchführung einer weiteren WM schuf.
Für die Veranstaltung bestand ein Budget von 750'000 Fr., und Monate nach Ende der WM konnte das OK sogar einen Gewinn von 29'600 Fr. vermelden, dieses Geld wurde dann unter den Helfern der Veranstaltung aufgeteilt.

### Das Organisationskomitee
- Daniel Frei, Präsident
- Max Wullschleger, Finanzen
- Marianne Kern, Sport
- Toni Hostettler, Marketing
- Daniel Spengler, Infrastruktur

Die Mitglieder des OK waren vorwiegend Exponenten aus der Stadt und Region Winterthur. Daniel Spengler war früher aktiver Spieler und Toni Hostettler acht Jahre lang Geschäftsführer bei Pfadi Winterthur. Im ganzen Organisationsteam standen neun Personen mit Handballbackground nur sechs Mitglieder aus dem Hallenradsportbereich gegenüber. Jedoch sind hierbei die vielen freiwilligen Helfer der lokalen Radsportvereine nicht einbezogen.

## Veranstaltungsort
Die ganze Veranstaltung wurde in den Eulachhallen in Winterthur durchgeführt. Hierbei wurde die eine Halle – normalerweise das Heimstadion der ersten Mannschaft von Pfadi Winterthur – als Wettkampfhalle gebraucht und die zweite als Eventhalle, in der die Verpflegungsmöglichkeiten und ein Kulturprogramm angeboten wurden. Im Eingangsbereich vor der Wettkampfhalle hatten noch diverse Aussteller, eine Bar, die Garderobe sowie ein Informationsdesk ihre Standplätze. Die Eulachhalle war während der ganzen Veranstaltung ausverkauft und mit insgesamt 3280 Zuschauern, die in der Eulachhalle inklusive provisorischer Tribünen Platz fanden, war dies auch Hallenrekord.
Es wurden WM-Bons ausgegeben, die am Veranstaltungsort als alleiniges Zahlungsmittel gültig waren.

## Radball
Es wurde ein 2er-Teamwettkampf bei den Herren durchgeführt.

### Modus
Die Teilnehmer starteten in den drei Stärkegruppen A, B und C, wobei A die stärkste Gruppe war und dort der Weltmeister bestimmt wurde. Es gab in allen Gruppen jeweils eine Runde, in der alle gegen alle spielten. Danach kam es nur noch in der Gruppe A zu einer Zwischenrunde, in der der Zweit- auf den Fünftplatzierten der Vorrunde sowie der Dritt- auf den Viertplatzierten traf. Die Sieger aus den jeweiligen Partien zogen in eine Endrunde zusammen mit dem Gewinner der Vorrunde ein. In der Endrunde spielten nochmals alle Teams gegeneinander, die beiden stärksten Teams machten am Schluss in einem Finalspiel den Weltmeistertitel unter sich aus. In den Stärkegruppen B und C war die Tabelle nach der Vorrunde bereits die Schlusstabelle. In der Gruppe C gab es wegen der wenigen teilnehmenden Mannschaften eine Hin- und Rückrunde.

### Gruppe A
In der Gruppe A konnte Deutschland den Final gegen Österreich mit 6:4 für sich entscheiden und wurde damit Weltmeister. Der Drittplatzierte Schweiz war nach der Vorrunde noch punktgleich mit Österreich an der Spitze, in der Finalrunde konnte sich jedoch Deutschland mit Siegen gegen beide Teams die Goldmedaille sichern. Torschützenkönig wurde der Österreicher Martin Lingg.
| Rang | Land        | Spieler 1     | Spieler 2      |
| ---- | ----------- | ------------- | -------------- |
| 1.   | Deutschland | Thomas Abel   | Christian Hess |
| 2.   | Österreich  | Martin Lingg  | Markus Bröll   |
| 3.   | Schweiz     | Timo Reichen  | Peter Jiricek  |
| 4.   | Tschechien  | Robert Loskot | Pavel Vitula   |
| 5.   | Kroatien    | Jasmin Fazlic | Michael Posedi |
| 6.   | Belgien     | Rudy Covent   | Peter Martens  |

### Auf-/Abstiegsspiel Gruppe A/B
Japan stieg in die höchste Stärkeklasse auf, Belgien musste bei den nächsten Weltmeisterschaften in der Gruppe B antreten.
 Japan –  Belgien 3:2

### Gruppe B
| Rang | Land       | Spieler 1                | Spieler 2        | TV    | Pkt. |
| ---- | ---------- | ------------------------ | ---------------- | ----- | ---- |
| 1.   | Japan      | Naoya Kinoshita          | Ko Matsuda       | 24:14 | 9    |
| 2.   | Rumänien   | Dorian Doroftei          | Mircea Tric      | 14:9  | 8    |
| 3.   | Spanien    | Daniel Cortés Balsalobre | Florencio Monge  | 11:15 | 4    |
| 4.   | Slowakei   | Dalibor Roznik           | Robert Rizmann   | 8:15  | 3    |
| 5.   | Frankreich | Frédérique Marcoux       | Michel Maillavin | 12:15 | 2    |

### Auf-/Abstiegsspiel Gruppe B/C
Hongkong stieg in die Gruppe B auf während Frankreich in die schwächste Stärkeklasse abstieg.
 Hongkong –  Frankreich 6:4

### Gruppe C
| Rang | Land     | Spieler 1          | Spieler 2         | TV    | Pkt. |
| ---- | -------- | ------------------ | ----------------- | ----- | ---- |
| 1.   | Hongkong | Man Fai Lo         | Wing Tai Ho       | 39:8  | 16   |
| 2.   | Ungarn   | Tamás Szitás       | Vilmos Toma       | 37:15 | 13   |
| 3.   | Malaysia | Abd Halim Samsinar | Dahlan Mohd Zikri | 28:19 | 6    |
| 4.   | Macau    | U Hin Lai          | Run Quin Lin      | 4:66  | 0    |

## Kunstradfahren
Es wurden Wettkämpfe im 1er-, 2er- und 4er-Kunstradfahren der Damen und im 1er- und 2er-Kunstradfahren der Herren durchgeführt.

### Modus
Zuerst wurde immer eine Qualifikation gefahren, die jeweils vier besten Athleten und Athletinnen mit den meisten Punkten kamen in den Final. Eine Kür dauerte sechs Minuten und enthielt 28 verschiedene Elemente mit einer gewissen Schwierigkeitsstufe, die dann als Basis für die Bewertung dienten (eingereichte Punktzahl). Das Endresultat waren dann die ausgefahrenen Punkte (in den Tabellen als «eingefahren» vermerkt).

### Frauen

#### Einzel
Insgesamt nahmen am Wettkampf 23 Athletinnen aus 12 Nationen teil.
Tabelle Final
| Rang | Land        | Fahrerin        | einger. | eingef. |
| ---- | ----------- | --------------- | ------- | ------- |
| 1.   | Deutschland | Anja Scheu      | 338.00  | 331.60  |
| 2.   | Österreich  | Sarah Kohl      | 335.40  | 328.51  |
| 3.   | Deutschland | Sandra Beck     | 336.80  | 326.35  |
| 4.   | Tschechien  | Martina Trnková | 336.60  | 322.27  |

#### Doppel
Insgesamt nahmen am Wettkampf 14 Teams aus neun Nationen teil. Das deutsche Duo Schultheis/Sprinkmeier stellte in der Qualifikationsrunde mit 316.39 ausgefahrenen Punkten einen neuen Weltrekord auf.
Tabelle Final
| Rang | Land        | Fahrerin 1        | Fahrerin 2         | einger. | eingef. |
| ---- | ----------- | ----------------- | ------------------ | ------- | ------- |
| 1.   | Deutschland | Katrin Schultheis | Sandra Sprinkmeier | 325.40  | 311.61  |
| 2.   | Deutschland | Jasmin Soika      | Katharina Wurster  | 315.60  | 302.37  |
| 3.   | Tschechien  | Andrea Petríckova | Iva Valesová       | 304.00  | 288.61  |
| 4.   | Schweiz     | Barbara Morf      | Nina Bommeli       | 300.00  | 288.07  |

#### 4er-Team
Neben den Finalisten stellten Ungarn und Frankreich noch ein Team, die jedoch beide keine Chance auf den Final hatten.
Tabelle Final
| Rang | Land        | Athletinnen                                                            | einger. | eingef. |
| ---- | ----------- | ---------------------------------------------------------------------- | ------- | ------- |
| 1.   | Deutschland | Manuela Dieterle Katja Gaisser Simone Rudolf Ines Rudolf               | 368.60  | 356.23  |
| 2.   | Österreich  | Kathrin Hagen Melanie Melbinger Martina Schwar Silke Melbinger         | 371.80  | 352.31  |
| 3.   | Schweiz     | Angela Bolliger Daniela Keller Doris Roth Corinna Paul                 | 365.00  | 345.87  |
| 4.   | Tschechien  | Markéta Tobolíková Jana Oplocká Michaela Matoušková Katerina Pribylová | 366.80  | 331.47  |

### Herren

#### Einzel
Insgesamt nahmen am Wettkampf 23 Athleten aus 13 Nationen teil.
Tabelle Final
| Rang | Land        | Fahrer          | einger. | eingef. |
| ---- | ----------- | --------------- | ------- | ------- |
| 1.   | Deutschland | Robin Hartmann  | 349.60  | 347.25  |
| 2.   | Deutschland | David Schnabel  | 348.20  | 346.97  |
| 3.   | Deutschland | Michael Brugger | 346.20  | 342.81  |
| 4.   | Tschechien  | Milan Krivánek  | 332.60  | 325.27  |

#### Doppel
Es nahmen insgesamt zwölf Duos aus sieben Nationen teil.
Tabelle Final
| Rang | Land        | Fahrer 1           | Fahrer 2           | einger. | eingef. |
| ---- | ----------- | ------------------ | ------------------ | ------- | ------- |
| 1.   | Deutschland | Felix Niederberger | Jonas Niederberger | 328.40  | 320.33  |
| 2.   | Deutschland | Viktor Volk        | Manuel Huber       | 321.80  | 306.88  |
| 3.   | Schweiz     | Beni Jost          | Joel Schmid        | 299.00  | 294.53  |
| 4.   | Hongkong    | Sum Yee Yu         | Tin Hin Lo         | 298.20  | 290.30  |